# Rafael Garralda
Rafael Garralda Garre (nacido el 21 de enero de 1956 en Madrid, Comunidad de Madrid) es un exjugador de hockey sobre hierba español. Su logro más importante fue una medalla de plata en los juegos olímpicos de Moscú 1980 con la selección de España, siendo esta su única participación en unos Juegos Olímpicos. 